# Eugene Main
Eugene Main is een Surinaams zanger en radiopresentator. Hij kende meerdere nummer 1-hits en wordt gerekend tot de beste gospelzangers van Suriname. In 2018 zong hij het winnende lied tijdens SuriPop.

## Biografie
Main werd geboren in Saramaccaans gebied in Brokopondo. Hij is het vierde kind; zijn vader kreeg veel kinderen. De Binnenlandse Oorlog kreeg hij bewust mee; kogels vlogen over zijn hoofd en hij herinnert zich dat hij het bos in moest vluchten. Zijn vader werd een tijd gegijzeld omdat hij verdacht werd van het overbrengen van boodschappen voor het Nationale Leger. Door de situatie vertrokken ze in 1988 naar Paramaribo; hij was toen rond vijf à zes jaar oud.
Rond zijn achttiende dreigde hij van het rechte pad af te raken. Toen zijn broer door een politiekogel om het leven kwam, besefte hij dat hij zo niet lang door kon blijven gaan. Hij ging op een eerdere uitnodiging in om een Bijbelstudie bij te wonen. Eenmaal daar, "ben ik aangegrepen door de Geest Gods en ben nooit meer dezelfde geweest," aldus Nain in een interview met Leandro Martosoewiknjo.
Main maakte zijn entree als zanger van gospelmuziek. In 2004 kreeg hij voor zijn muziek een onderscheiding van de Stichting Prisiri Fu Masra. Hierna duurde het nog tot 2010 voordat zijn debuutalbum uitkwam, Fara kondre sten. Hij wordt dan niettemin al gerekend tot de beste gospelzangers van Suriname. De Ware Tijd en Shalom Radio riepen zijn hit Hemel e taki fu yu dat jaar uit tot Beste gospelsong. Enkele van zijn nummer 1-hits waren Jeshua Hammashiach (2010), I see see see (2014) en In a presi dja (2014).

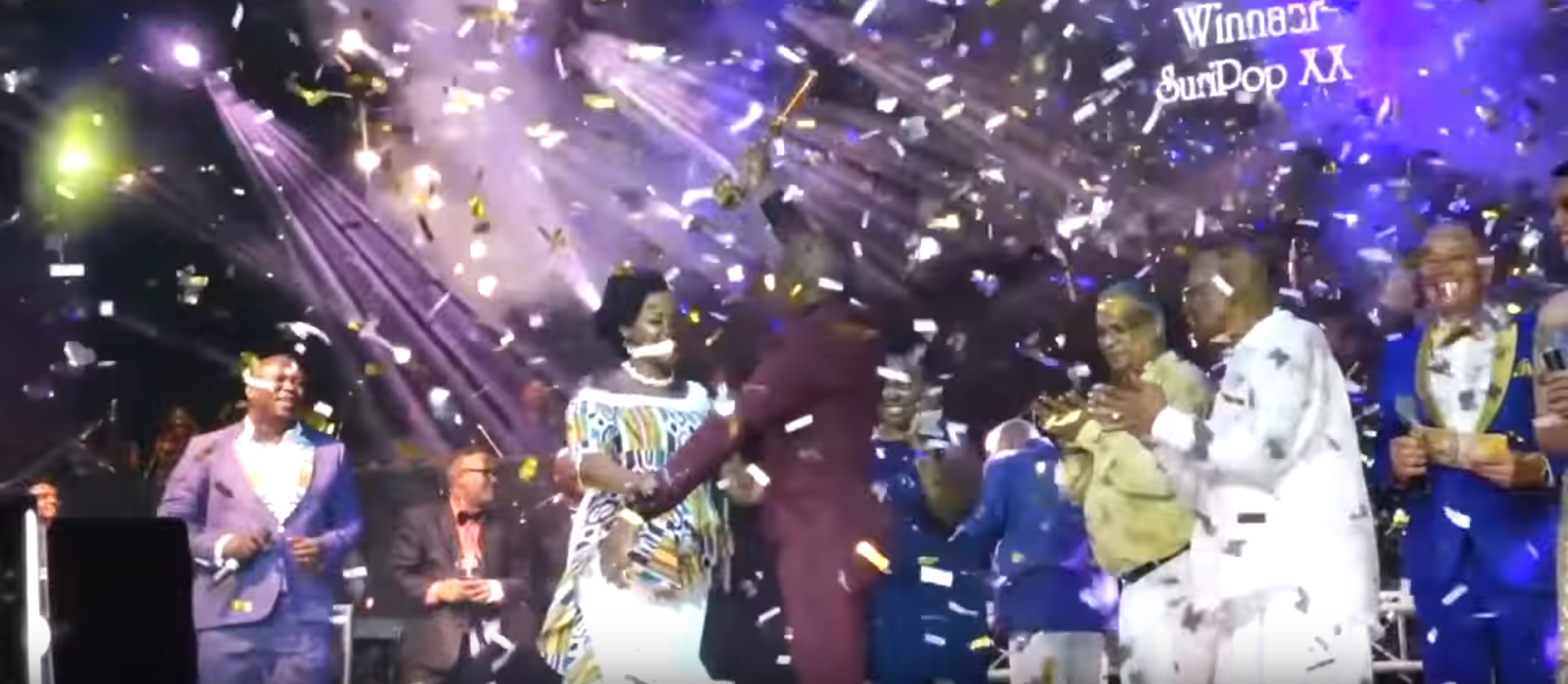
Bekendmaking Taa fa (2018) als winnende lied tijdens SuriPop (Eugene Main links)

In 2013 had hij al eens een hit met Byciel Watsaam, het gospel/dancehall-nummer A wins' sa e p'sa, en in 2018 gingen ze de samenwerking aan in aanloop naar SuriPop. Voor het muziekfestival schreef Watsaam het lied Taa fa dat zijn vrouw Lycintha Watsaam in een duet met Main zong. Hun opvoering werd dat jaar het winnende lied.
Naast eigen concerten, heeft Main in het voorprogramma gestaan van internationale artiesten als Kenny B, de psalmist Jimmy D. uit Nigeria en de reggae-/gospelzanger Samuel Medas uit Guyana. Daarnaast is hij radiopresentator.